# 喜馬查爾邦條鰍
喜馬查爾邦南鰍（學名：Schistura himachalensis）為輻鰭魚綱鯉形目條鰍科南鰍屬的其中一種。分布於亞洲印度淡水流域，體長可達4公分，棲息河川底層水域，生活習性不明。

## 扩展阅读
維基物種上的相關：喜馬查爾邦南鰍